# رون ماسترز
رون ماسترز (بالإنجليزية: Ron Masters) هو غطاس أسترالي، (و. 1913 – 1972 م).

## وصلات خارجية
- رون ماسترز على موقع الاتحاد الدولي للسباحة (الإنجليزية)
- رون ماسترز على موقع اللجنة الأولمبية الدولية (الإنجليزية)
- رون ماسترز على موقع أوليمبيديا (الإنجليزية)
- رون ماسترز على موقع اللجنة الأولمبية الأسترالية (الإنجليزية)
- رون ماسترز على موقع اتحاد ألعاب الكومنولث (مؤرشف) (الإنجليزية)